# Le Vol d’Icare
Le Vol d’Icare (deutsch: der Flug des Ikarus) ist eine Stahlachterbahn aus dem Hause Zierer Rides im Freizeitpark Parc Astérix (Plailly, Hauts-de-France, Frankreich). Le Vol d’Icare ist mit einer Höhe von rund zehn Metern und einer Länge von 410 Metern 42 km/h schnell.

## Thematisierung
In der griechischen Mythologie war Daedalus ein genialer Erfinder, der in Athen lebte. Zufällig tötete er seinen Neffen und floh mit seinem Sohn Icarus nach Kreta. Minos, der König von Kreta, wusste von Daedalus’ Talenten und bat ihn, einen Käfig für den Minotaurus zu bauen, eine verfluchte Kreatur, ein halber Mann, ein halber Bulle. Daedalus erfand ein unvermeidliches Labyrinth. Um die Geheimnisse des Labyrinths zu schützen, hielt der König Daedalus, Icarus und den Minotaurus im Labyrinth gefangen. Daedalus hatte einen geheimen Ausgang im Labyrinth gebaut und floh mit Ikarus.
Außerhalb des Labyrinths mussten sie immer noch an den Wachen von Minos vorbeikommen, die die Straßen und Häfen blockierten. Also machten sie zwei Paar große Holzflügel mit Federn, die mit Wachs verklebt waren. Daedalus sagte seinem Sohn, dass es notwendig sei, in der richtigen Höhe zu fliegen, da der Wasserstrahl die Federn nass machen würde, wenn sie zu niedrig wäre, und die Sonne das Wachs schmelzen würde, wenn sie zu hoch wäre. Da Daedalus und Icarus die Flügel zur Flucht benutzten, ließ Icarus den Flug seines Vaters vergessen. Ikarus flog zu hoch, das Wachs schmolz und er fiel im Meer zu Tode.
Auf dem Hügel des Vol d’Icare steht eine große Sonne, die die Sonne im Flug von Icarus darstellt. Der Rest der Fahrt ist Ikarus’ Fall zum Meer.